# Tonka Bay
Tonka Bay ist eine Stadt im US-Bundesstaat Minnesota. Sie ist am Lake Minnetonka gelegen und hatte bei der Volkszählung 2020 des US Census Bureau 1.442 Einwohner.

## Geografie
Tonka Bay liegt zwischen dem oberen und unteren Minnetonka-See. Die Stadt befindet sich rund 27 Kilometer westlich von Minneapolis in der Metropolregion Minneapolis–Saint Paul. Nach Angaben des United States Census Bureau beträgt die Fläche der Stadt 2,5 Quadratkilometer, davon sind 0,1 Quadratkilometer Wasserflächen.

## Geschichte
Die ersten Siedler ließen sich seit Mitte des 19. Jahrhunderts in Tonka Bay nieder. Der Ort, damals noch im Excelsior Township gelegen, entwickelte sich bald als Ferienort. Mit dem Lake Park Hotel (später Tonka Bay Hotel) wurde dort 1879 auch das erste Grand Hotel am See errichtet. Am 11. September 1901 wurde Tonka Bay als eigenständiges Village gegründet. In den Jahren nach der Jahrhundertwende ging die Blütezeit des Tourismus am See langsam vorüber, sodass sich eine beständigere Bevölkerungsstruktur entwickeln konnte. 1909 wurde in Tonka Bay die erste Schule erbaut.
1920 brannten bei einem Großbrand in Tonka Bay sechs Häuser nieder.

### Bevölkerungsentwicklung
| 1970  | 1980  | 1990  | 2000  | 2020  |
| ----- | ----- | ----- | ----- | ----- |
| 1.397 | 1.354 | 1.472 | 1.547 | 1.442 |

## Demografische Daten
Nach den Angaben der Volkszählung 2000 leben in Tonka Bay 1547 Menschen in 614 Haushalten und 456 Familien. Ethnisch betrachtet setzt sich die Bevölkerung aus 98,6 Prozent weißer Bevölkerung, 0,4 Prozent asiatischen Amerikanern sowie anderen kleineren oder mehreren Gruppen zusammen. 1,4 Prozent der Einwohner zählen sich zu den Hispanics.
In 34,5 % der 614 Haushalte leben Kinder unter 18 Jahren, in 65,5 % leben verheiratete Ehepaare, in 5,0 % leben weibliche Singles und 25,7 % sind keine familiären Haushalte. 20,2 % aller Haushalte bestehen ausschließlich aus einer einzelnen Person und in 3,7 % leben Alleinstehende über 65 Jahre. Die durchschnittliche Haushaltsgröße liegt bei 2,52 Personen, die von Familien bei 3,90.
Auf die gesamte Stadt bezogen setzt sich die Bevölkerung zusammen aus 24,8 % Einwohnern unter 18 Jahren, 4,7 % zwischen 18 und 24 Jahren, 27,8 % zwischen 25 und 44 Jahren, 33,9 % zwischen 45 und 64 Jahren und 8,8 % über 65 Jahren. Der Median beträgt 41 Jahre. Etwa 49,1 % der Bevölkerung ist weiblich.
Der Median des Einkommens eines Haushaltes beträgt 84.879 USD, der einer Familie 90.783 USD. Das Pro-Kopf-Einkommen liegt bei 50.825 USD. Etwa 2,2 % der Bevölkerung und 1,9 % der Familien leben unterhalb der Armutsgrenze.

## Persönlichkeiten
- Evan Kaufmann (* 1984), amerikanisch-deutscher Eishockeyspieler
- Justin Holl (* 1992), Eishockeyspieler